# Doirania elegans
Doirania elegans är en stekelart som beskrevs av Pinto 2004. Doirania elegans ingår i släktet Doirania och familjen hårstrimsteklar. Inga underarter finns listade i Catalogue of Life.